# W. S. Gilbert
Sir William Schwenck Gilbert (Londres, 1836 - Londres, 1911), més conegut com a W.S. Gilbert, va ser un escriptor anglès famós sobretot pels seus llibrets operístics. En solitari va escriure balades i obres de teatre que van influir decisivament en el teatre musical modern a l'estil de Broadway, però les que li van donar la fama van ser les obres musicals còmiques que va escriure en col·laboració amb el compositor Arthur S. Sullivan, entre les quals hi ha El Mikado, HMS Pinafore o Els Pirates de Penzanze.